# Palmera (Valence)
Pour la race bovine, voir Palmera.
Palmera (en valencien et en castillan) est une commune d'Espagne de la province de Valence dans la Communauté valencienne. Elle est située dans la comarque de la Safor et dans la zone à prédominance linguistique valencienne.

## Géographie

Localisation de Palmera
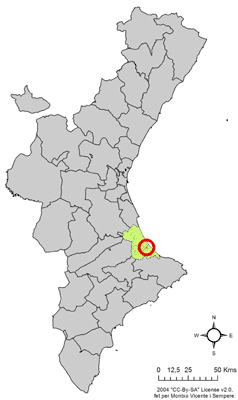
dans la Communauté valencienne.
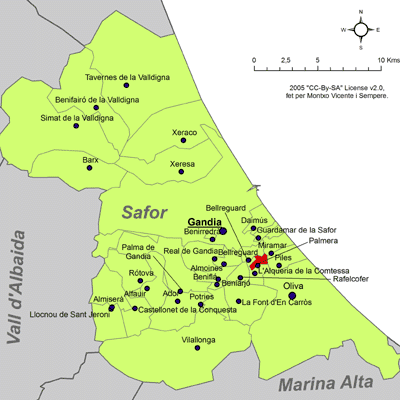
dans la comarque de la Safor.

Située au bord de la mer Méditerranée, au sud-est de la province de Valence, le territoire communal de Palmera est plat, puisqu'il repose sur une plaine alluviale du Pléistocène, comme la presque totalité de la région de Gandia. Elle bénéficie d'un climat méditerranéen.
On accède au village par la route, depuis Valence, en prenant la nationale N-332.

### Localités limitrophes
La commune de Palmera est entouré par les communes suivantes, toutes faisant partie de la Province de Valence :
Bellreguard, Beniarjó, Miramar, Piles et L'Alqueria de la Comtessa.

## Histoire
Le village est d'origine arabe, il resta longtemps abandonné après à la suite de l'expulsion des Maures en 1609.
Pendant le XIXe siècle, après avoir surmonté la crise de la soie et recentré son agriculture sur la culture des oranges, la population parvint à atteindre les 458 habitants en 1900. Peu de faits marquants se détachent de son histoire locale tant celle-ci est liée à l'histoire du Duché de Gandia, auquel elle appartenait jusqu'aux lois abolissant les seigneuries au Parlement de Cadiz en 1814.

## Démographie
| 1990 | 1992 | 1994 | 1996 | 1998 | 2000 | 2002 | 2004 | 2005 |
| ---- | ---- | ---- | ---- | ---- | ---- | ---- | ---- | ---- |
| 482  | 468  | 457  | 497  | 544  | 532  | 611  | 605  | 656  |

## Économie
L'économie du village est basée sur l'agriculture et la vente des agrumes. Jusqu'aux années 1990, le village vivait exclusivement des orangers.
Depuis le début du XXIe siècle, son développement repose davantage sur le tourisme, avec la création de résidences secondaires pour les habitants de Gandia. Ses magnifiques orangers sont actuellement en perte de vitesse, face à la concurrence d'un urbanisme sauvage et destructeur de la Nature.

## Patrimoine
- L'église paroissiale, dédiée à la Conception de la Vierge.

## Fêtes locales
- Fiestas Mayores. Palmera célèbre Saint Jean, en juin; et l'Immaculée Conception, en décembre.